# John Gardner (Politiker, 1747)
John Gardner (* 1747 in South Kingstown, Colony of Rhode Island and Providence Plantations; † 18. Oktober 1808 ebenda) war ein US-amerikanischer Landwirt aus South Kingstown und Narragansett in Rhode Island. Er war im Jahre 1789 Delegierter des Kontinentalkongresses für Rhode Island.

## Biografie
Gardner war der Sohn des Oberst John Gardner (1696–1770) und dessen zweiter Frau Mary (Taylor) Gardner. Während des Amerikanischen Unabhängigkeitskrieges diente er einer Militärkompanie mit dem Namen Kingstown Reds; im November 1775 wurde er Hauptmann dieser Kompanie.
Gardner war mehrere Male, zwischen 1776 und 1791, auch als Richter bzw. als Friedensrichter tätig. 1786 und 1787 war er Abgeordneter für die Paper Money Party in der Generalversammlung von Rhode Island. Diese sandte ihn 1789 als Delegierten in den Kontinentalkongress.